# Itzhak Heinemann
Itzhak Heinemann (Fráncfort del Meno, Imperio alemán, 5. junio de 1876 - Jerusalén, Israel, 29 de julio de 1957) fue un filólogo clásico, erudito judío y filósofo de la religión y defensor de la ortodoxia congregacional. Galardonado con el Premio Israel de Estudios judaicos.

## Biografía
Itzhak Heinemann estudió Biblia y Talmud con su padre, Heinrich Heinemann, quien era profesor en la Samson-Raphael-Hirsch-Schule en Fráncfort del Meno. En 1894 comenzó a estudiar filología clásica en la Universidad de Estrasburgo. En 1895 se trasladó a Berlín y estudió en el Seminario Rabínico de Berlín. En 1897 recibió su doctorado y fue ordenado rabino.
De 1919 a 1938 Itzhak Heinemann fue profesor de filosofía religiosa de la antigüedad y la Edad Media en Breslau en el Seminario Teológico Judío, y de 1930 a 1933 fue también profesor honorario de helenismo en la Universidad de Breslau. Después de la muerte de Markus Brann, fue editor de la "Revista mensual de historia y ciencia del judaísmo" entre 1920  y 1938.
En 1938 tuvo que emigrar y desde 1939 fue profesor en la Universidad Hebrea de Jerusalén .
Un foco de su investigación fueron los temas helenísticos, en particular Filón de Alejandría, cuyas obras publicó en 1910-1938 en traducción alemana junto con Leopold Cohn en 7 volúmenes.
En 1955 recibió el Premio Israel en la categoría de Estudios Judaicos. La bibliotecaria Hanna Emmrich (1903–1983) era su hija.